# (33992) 2000 OQ
2000 OQ (asteroide 33992) é um asteroide da cintura principal. Possui uma excentricidade de 0.17753570 e uma inclinação de 10.90090º.
Este asteroide foi descoberto no dia 23 de julho de 2000 por John Broughton em Reedy Creek.